# Eurytoma nigroculex
Eurytoma nigroculex är en stekelart som beskrevs av Girault 1929. Eurytoma nigroculex ingår i släktet Eurytoma och familjen kragglanssteklar. Inga underarter finns listade i Catalogue of Life.